# Villabaruz de Campos
Villabaruz de Campos – gmina w Hiszpanii, w prowincji Valladolid, w Kastylii i León, o powierzchni 16,97 km². W 2011 roku gmina liczyła 42 mieszkańców.